# Basil van Rooyen
Basil van Rooyen, né le 19 avril 1939 à Johannesbourg (Union d'Afrique du Sud) et mort le 14 septembre 2023 en Nouvelle-Galles du Sud, est un pilote automobile sud-africain qui a notamment disputé deux Grands Prix de Formule 1 entre 1968 et 1969 dans des écuries privées fournies par Cooper et McLaren.

## Résultats en championnat du monde de Formule 1
| Saison | Écurie      | Châssis     | Moteur            | Pneus     | GP disputés | Points inscrits | Classement |
| ------ | ----------- | ----------- | ----------------- | --------- | ----------- | --------------- | ---------- |
| 1968   | John Love   | Cooper T79  | Climax 4 en ligne | Firestone | 1           | 0               | Non classé |
| 1969   | Team Lawson | McLaren M7A | Cosworth V8       | Dunlop    | 1           | 0               | Non classé |